# Refúgio de Vida Silvestre do Bugio
O Refúgio de Vida Silvestre do Bugio, também conhecido como Reserva do Bugio, é um mosaico de três Unidades de Conservação de categoria Refúgio de Vida Silvestre (SNUC) localizadas nos municípios de Araucária, Curitiba e Fazenda Rio Grande, na Região Metropolitana de Curitiba..
O Refúgio se estende pelo corredores fluviais dos rios Iguaçu, Barigui e Maurício.

## Mosaico metropolitano
A criação do Refúgio do Bugio é resultado de trabalho inédito de cooperação entre os três municípios para a criação de Unidades de Conservação em cada um deles, formando o primeiro mosaico metropolitano do Brasil.
| Município          | Área      | %     | Decreto de criação | Nome oficial                                                  |
| ------------------ | --------- | ----- | ------------------ | ------------------------------------------------------------- |
| Araucária          | 334 ha.   | 18,9% | Decreto nº 28.473  | Refúgio da Vida Silvestre Rio Iguaçu/Foz do Barigui           |
| Curitiba           | 827,8 ha. | 46,9% | Decreto nº 327     | Refúgio de Vida Silvestre do Bugio                            |
| Fazenda Rio Grande | 603 ha.   | 34,2% | Decreto nº 3.878   | Refúgio de Vida Silvestre da Foz do Rio Maurício - Rio Iguaçu |

Este é o maior Refúgio de Vida Silvestre em área urbana do Brasil e a parcela do refúgio dentro de Curitiba representa a maior Unidade Conservação da cidade.

## Fauna e flora
Criado em março de 2015, possui uma área de 1 764,8 ha. de mata silvestre, abrigando 112 espécies de aves e 20 espécies de mamíferos, entre elas, a Lontra (Lontra longicaudis) e o Bugio (Alouatta guariba). A vegetação é caracterizada por florestas de galeria e campos úmidos intercalados por capões de Floresta Ombrófila Mista (Mata de Araucária).